# 3rd ~LOVE Escalation!~
3rd ~LOVE Escalation!~ (3rd～LOVEエスカレーション!～ 3ª ~ Escalada del AMOR! ~?) Es el 3.er álbum de ℃-ute. El álbum fue lanzado el 12 de marzo de 2008. El álbum fue lanzado en ediciones limitadas y regulares; la limitada viene con un DVD extra. Es su álbum más vendido, con 17.099 copias vendidas hasta ② ℃-ute Shinsei Naru Best Album en 2012. Llegó a 10 en las listas semanales de Oricon.

## Lista de Canciones
| CD  | |          |  |
| N.º | Título | Duración |  |
| 1.  | «Tokaikko Junjou»                                                                                                   |          |  |
| 2.  | «Image Color - Canción de Maimi Yajima y Airi Suzuki»                                                               |          |  |
| 3.  | «Otome COCORO (乙女COCORO; El CORAZON de una Chica)»                                                                |          |  |
| 4.  | «LALALA Shiawase no Uta»                                                                                            |          |  |
| 5.  | «Homerare Nobiko no Theme Kyoku (ほめられ伸び子のテーマ曲;El tema de la canción de un niño que es alabado y crece)» |          |  |
| 6.  | «Meguru Koi no Kisetsu»                                                                                             |          |  |
| 7.  | «Sweeeets→→→Live (Duuuulces→→→Vida, Canción de Kanna Arihara y Chisato Okai)»                                       |          |  |
| 8.  | «Sakura Chirari» |          |  |
| 9.  | «Hare no Platinum Doori (晴れのプラチナ通り; Una Calle de Platino Soleado, Canción de Saki Nakajima)»               |          |  |
| 10. | «Do Don ga Don Ondo (ドドンガドン音頭, Cantado por Tension Ageko con ℃-ute Choir)»                                  |          |  |

| Edición Limitada DVD Actuación del Hello! Project 2008 Winter ~Kettei! Hello Pro Award '08~ |                                                             |          |  |
| N.º                                                                                         | Título                                                      | Duración |  |
| 1.                                                                                          | «LALALA Shiawase no Uta (Live Ver.)»                        |          |  |
| 2.                                                                                          | «LALALA Shiawase no Uta (Umeda Erika Close-up Live Ver.)»   |          |  |
| 3.                                                                                          | «LALALA Shiawase no Uta (Yajima Maimi Close-up Live Ver.)»  |          |  |
| 4.                                                                                          | «LALALA Shiawase no Uta (Nakajima Saki Close-up Live Ver.)» |          |  |
| 5.                                                                                          | «LALALA Shiawase no Uta (Suzuki Airi Close-up Live Ver.)»   |          |  |
| 6.                                                                                          | «LALALA Shiawase no Uta (Okai Chisato Close-up Live Ver.)»  |          |  |
| 7.                                                                                          | «LALALA Shiawase no Uta (Hagiwara Mai Close-up Live Ver.)»  |          |  |
| 8.                                                                                          | «LALALA Shiawase no Uta (Arihara Kanna Close-up Live Ver.)» |          |  |

| Event V | |          |  |
| N.º     | Título | Duración |  |
| 1.      | «Opening (オープニング)» |          |  |
| 2.      | «Sakura Chirari (Live at Nihon Seinenkan) Hello! Project 2007 Summer 10th Anniversary Dai Kanshasai ~Hello☆Pro Natsu Matsuri~ Performance de ℃-ute Debut Tandoku Concert 2007 Haru ~Hajimatta yo! Cutie Show~» |          |  |
| 3.      | «Meguru Koi no Kisetsu (Live at Saitama Super Arena)» |          |  |
| 4.      | «Tokaikko Junjou (Live at Shinagawa Stellar Ball)» |          |  |
| 5.      | «Ending (エンディング)» |          |  |

## Miembros presentes
- Erika Umeda
- Maimi Yajima
- Kanna Arihara
- Saki Nakajima
- Airi Suzuki
- Chisato Okai
- Mai Hagiwara